# パレタフロントン
パレタ フロントン（Paleta Frontón）は、ペルー生まれのラケットスポーツで、壁に向かってボールを打ち合うスカッシュに似た競技。単にフロントン（Frontón）とも呼ばれる。

## 歴史
このスポーツが生まれたのは1940年代で、リマの会員制スポーツクラブ『クラブ・デ・レガッタ』(Club Regatas Lima)のメンバー達が、壁に向かって手でボールを打ち合う『ペロタ・ア・マノ』(pelota a mano)という競技を、手ではなくラケットで打つようになったことがきっかけで生まれた。
お金のかからないスポーツとしてペルー国内で人気があり、競技人口は8000人以上いてテレビ中継なども行われている。

## ルール
競技はシングルスとダブルスがあり、屋外のコートにテニスのようなラインを引き、高さ5m 幅6mのコンクリートの壁にボールを交互に打ち合って行う。得点はシングルスは15点の5セット制、ダブルスは21点の3セット制で、ボールをワンバウンドで打ち返せなかったり、コートの外に出してしまった時は相手の得点となるという非常にシンプルなものである。

## 用具
使用するボールは当初はテニスボールの表面を削り取って使っていたが、その後は最初から羽毛部分の無いボールが使われるようになり、現在は専用の黒いゴム製のボールで行う。
ラケットは木製で大きなしゃもじ状の形をしており、当初ウイスキーの樽を分解した板を使っていた。より高い競技性を求めた炭素繊維強化プラスチック製のものもある。